# Maksymilian Hajkowicz
Maksymilian Konrad Hajkowicz (ur. 3 marca 1889 w Święcianach, zm. 16 lutego 1940 w Bukareszcie) – pułkownik saperów Wojska Polskiego.

## Życiorys
Syn Jana i Joanny z Tworkowskich. W 1910 roku ukończył gimnazjum handlowe w Wilnie, po czym został powołany do odbycia obowiązkowej służby wojskowej w armii rosyjskiej. W latach 1910–1912 był słuchaczem Aleksandrowskiej Szkoły Wojskowej w Moskwie, po jej ukończeniu otrzymał stopień podporucznika saperów. Następnie służył w 17 pułku inżynieryjnym w Zarajsku, w składzie którego wyruszył na front. Latem 1917 roku zdezerterował z jednostki, aby dostać się do Legionów Polskich, ale został ujęty i osadzony w więzieniu. Zdołał z niego uciec przy pomocy zaprzyjaźnionego strażnika. Po wybuchu rewolucji lutowej w Rosji powrócił do macierzystego pułku, w którym zwerbował ok. 150 żołnierzy–Polaków i dotarł z nimi do I Korpusu Polskiego gen. Józefa Dowbora-Muśnickiego. Z braku wolnych etatów oficerskich został przeniesiony do formującego się III Korpusu Polskiego na Ukrainie. W Kijowie wstąpił do Związku Wojskowych Polaków i został łącznikiem ZWP z Korpusem. W styczniu 1918 roku, po odwrocie Korpusu i zajęciu miasta przez wojska bolszewickie, pozostał w Kijowie, zabezpieczając przed komunistami dokumenty, broń i mienie ZWP i Korpusu – uratował dzięki temu życie wielu Polakom, którzy zostali w mieście. Sam ukrywał się. Po opuszczeniu Kijowa przez bolszewików pracował jako urzędnik.
Na początku grudnia 1918 roku udało mu się przedostać do Polski i niezwłocznie wstąpił do odrodzonego Wojska Polskiego. Objął funkcję zastępcy szefa Zarządu Fortecznego w Dowództwie Okręgu Korpusu Nr I w Warszawie. Podczas wojny polsko-bolszewickiej uczestniczył pod koniec grudnia 1919 roku w zdobywaniu Wilna, a następnie w walkach nad Dźwiną. W trakcie ofensywy bolszewickiej na Warszawę kierował pracami fortecznymi na przedmościu warszawskim. Jesienią 1920 roku został szefem Inżynierii Wojska Litwy Środkowej, biorąc udział w kampanii gen. Lucjana Żeligowskiego przeciwko Litwinom.
Po zakończeniu działań wojennych sprawował funkcję szefa Wydziału Organizacyjnego Szefostwa Inżynierii DOK nr I w Warszawie (1921–1923) oraz pełnił obowiązki zastępcy dowódcy 3 pułku saperów w Wilnie (1923–1925). W latach 1925–1926 był słuchaczem Wyższej Szkoły Wojennej w Warszawie. Po jej ukończeniu został szefem Oddziału Organizacyjnego Departamentu V Inżynierii i Saperów w Ministerstwie Spraw Wojskowych, a w 1929 roku komendantem Centrum Wyszkolenia Saperów w Modlinie. W latach 1934–1936 był szefem saperów przy II wiceministrze spraw wojskowych. Następnie objął dowództwo 2 Grupy Saperów, które sprawował do wybuchu wojny obronnej 1939 Uczestniczył w walkach z Niemcami.
Zmarł 16 lutego 1940 w Bukareszcie i tam został pochowany. Jego symboliczny grób znajduje się na cmentarzu Powązkowskim w Warszawie (kwatera 84-1-9).

## Awanse
- major – zweryfikowany ze starszeństwem z dniem 1 czerwca 1919 (w 1924 zajmował 29 lokatę w korpusie oficerów inżynierii i saperów)
- podpułkownik – 23 stycznia 1928 ze starszeństwem z dniem 1 stycznia 1928 i 1 lokata w korpusie oficerów inżynierii i saperów[5]
- pułkownik – ze starszeństwem z dniem 19 marca 1937 r.[6]

## Ordery i odznaczenia
- Krzyż Walecznych (1922)[7]
- Złoty Krzyż Zasługi (16 marca 1934)[8]
- Medal Niepodległości (25 stycznia 1933)[9]
- Srebrny Krzyż Zasługi (30 grudnia 1924)[10][11]
- Krzyż Zasługi Wojsk Litwy Środkowej
- Medal Zwycięstwa („Médaille Interalliée”)[12]
- Order Świętej Anny II, III i IV klasy (Imperium Rosyjskie)
- Order Świętego Włodzimierza IV klasy (Imperium Rosyjskie)
- Order Świętego Stanisława II i III klasy (Imperium Rosyjskie)

## Opinie
- "/13 X 1937 - komendant Centrum Wyszkolenia Saperów/ Zdolny człowiek o dobrze rozwiniętym sprycie. Posiada dość duże zdolności dowodzenia wsparte długoletnim doświadczeniem służbowym. Bardzo dobry organizator i administrator. Bardzo duża inicjatywa i chęć osiągnięcia dobrych wyników pracy. Taktycznie-przeciętny.: Mało pracuje w tym kierunku. Technicznie dobry. Jako Komendant Centrum Wyszkolenia Saperów uzyskał bardzo dobre wyniki pracy i dzięki dobremu wyzyskaniu swych podwładnych. W czasie wojny może być dowódcą saperów armii. 1938 /-/ gen.Dąbkowski
- "/Kurs doskonalący dla wyższych dowódców w Centrum Wyszkolenia Piechoty 28.XI- 7 XII 1938/

Ćwiczenie w zakresie obrony obustronnie opartej: praca słaba. /-/ gen. Szyling
- Ćwiczenie w zakresie obrony stałej na skrzydle o t wartym ugrupowania: praca przeciętna. /Muszę od razu zastrzec się, że warunki i sposób, w jakich ta praca została przeprowadzona,nie dają podstawy do oceny miarodajnej dla wartości danego dowódcy/ /-/ gen.Piskor
- Wnioskował i referował dcy korpusu sprawy saperskie dokładnie i logicznie. /Podróż historyczno - taktyczna 19 - 21 maja 1937r. /-/ gen.Berbecki
- Zdolny człowiek o dobrze rozwiniętym sprycie. Posiada dość duże zdolności dowodzenia wsparte długoletnim doświadczeniem służbowym. Bardzo dobry organizator i administrator. Bardzo duża inicjatywa i chęć osiągnięcia dobrych wyników pracy. Taktycznie-przeciętny. Mało pracuje w tym kierunku. Technicznie dobry. Jako Komendant Centrum wyszkolenia Saperów uzyskał bardzo dobre wyniki pracy,dzięki dobremu wyzyskaniu swych podwładnych. W czasie wojny może być dowódcą saperów Armii. /13.X.1937./ /-/ gen. Dąbkowski[13]